# Medalistki mistrzostw Polski seniorów w trójboju
Medalistki mistrzostw Polski seniorów w trójboju – zdobywczynie medali seniorskich mistrzostw Polski w konkurencji trójboju.
Trójbój lekkoatletyczny kobiet został rozegrany na mistrzostwach kraju po raz pierwszy na  mistrzostwach w 1929 r., które odbyły się w Królewskiej Hucie. Składał się z następujących konkurencji: bieg na 100 metrów, skok wzwyż i rzut oszczepem. Zwyciężyła Alina Hulanicka z Grażyny Warszawa, która uzyskała 153 punkty.
W latach 1929–1936 i 1946-1950 w skład trójboju wchodziły: bieg na 100 metrów, skok wzwyż i rzut oszczepem, w 1951 i 1952 bieg na 100 metrów, skok w dal i pchnięcie kulą, a od 1953 do 1955 bieg na 100 metrów, skok wzwyż i pchniecie kulą. W 1955 w Toruniu po raz ostatni rozegrano mistrzostwa Polski w trójboju lekkoatletycznym.
Najwięcej medali mistrzostw Polski (pięć) zdobyła Maria Kwaśniewska, która również wywalczyła najwięcej złotych medali (cztery).
Z wyjątkiem 1947 mistrzostwa w trójboju rozgrywano w innych miejscach i terminach niż zasadnicze mistrzostwa Polski, a w latach 1937–1939, 1945, 1948 i 1950 nie rozegrano ich w ogóle.

## Medalistki
| NR – rekord kraju \| PB – rekord życiowy \| SB – najlepszy wynik w sezonie \| NL – najlepszy wynik w polskich tabelach w sezonie |

| Mistrzostwa         | 1. miejsce                            | Rezultat | 2. miejsce                              | Rezultat | 3. miejsce                           | Rezultat |
| 1923-1928           | nie rozgrywano                        |          |                                         |          |                                      |          |
| Królewska Huta 1929 | Alina Hulanicka Grażyna Warszawa      | 153      | Stanisława Walasiewicz Grażyna Warszawa | 136      | Maria Malinowska Cracovia            | 133      |
| Lwów 1930           | Halina Konopacka AZS Warszawa         | 185      | Alina Hulanicka Grażyna Warszawa        | 182      | Janina Grabicka Grażyna Warszawa     | 131      |
| Łódź 1931           | Maria Kwaśniewska ŁKS Łódź            | 136      | Jolanta Manteuffel AZS Warszawa         | 132      | Alina Hulanicka Grażyna Warszawa     | 120      |
| Kraków 1932         | Aniela Sikora Stadion Królewska Huta  | 158      | Helena Woynarowska AZS Warszawa         | 125      | Janina Wasilewska Pogoń Katowice     | 117      |
| Lublin 1933         | Aniela Sikora Stadion Królewska Huta  | 190      | Otylia Tabacka Stadion Królewska Huta   | 126      | Aleksandra Sergiejew Stadion Lublin  | 111      |
| Chorzów 1934        | Maria Kwaśniewska ŁKS Łódź            | 187      | Aniela Sikora Stadion Chorzów           | 162      | Jadwiga Batiuk AZS Lwów              | 132      |
| Lwów 1935           | Maria Kwaśniewska ŁKS Łódź            | 206      | Jadwiga Batiuk Strzelec Lwów            | 125      | [ 6 ]                                |          |
| Kraków 1936         | Maria Kwaśniewska ŁKS Łódź            | 161      | Małgorzata Wiśniewska Sokół Grudziądz   | 112      | Janina Skirlińska Sokół Kraków       | 68       |
| 1937-1945           | nie rozgrywano                        |          |                                         |          |                                      |          |
| Poznań 1946         | Stanisława Walasiewicz Legia Warszawa | 170      | Maria Kwaśniewska AZS Warszawa          | 147      | Janina Peska ŁKS Łódź                | 116      |
| Katowice 1947       | Aniela Mitan Legia Kraków             | 138      | Irena Hejducka Pogoń Katowice           | 125      | Janina Peska ŁKS Łódź                | 115      |
| 1948                | nie rozgrywano                        |          |                                         |          |                                      |          |
| Katowice 1949       | Maria Paszke Ogniwo Wrocław           | 132      | Stefania Gallus Górnik Zabrze           | 115      | Michalina Piwowar Stal Katowice      | 108      |
| 1950                | nie rozgrywano                        |          |                                         |          |                                      |          |
| Łódź 1951           | Mieczysława Moder Budowlani Gdańsk    | 1570     | Irena Kuźmicka Budowlani Chorzów        | 1494     | Genowefa Minicka Budowlani Szczecin  | 1488     |
| Grudziądz 1952      | Maria Serkiz Włókniarz Zielona Góra   | 1592     | Anna Hofmokl Unia Łódź                  | 1325     | Helena Krogulecka LZS Somina-Rzeszów | 1323     |
| Białystok 1953      | Genowefa Minicka Budowlani Poznań     | 1612     | Zofia Leszner AZS Poznań                | 1491     | Barbara Gaweł Stal Bielsko           | 1467     |
| Rzeszów 1954        | Genowefa Minicka Budowlani Opole      | 1710     | Maria Arndt Spójnia Warszawa            | 1651     | Maria Ilwicka Kolejarz Piotrowice    | 1623     |
| Toruń 1955          | Genowefa Minicka Budowlani Opole      | 1700     | Stefania Furmaniak Budowlani Chorzów    | 1385     | Teresa Kownacka Budowlani Warszawa   | 1383     |

## Klasyfikacja medalowa
W historii mistrzostw Polski seniorów na podium tej imprezy stanęły w sumie 33 wieloboistki. Najwięcej medali – 5 – wywalczyła Maria Kwaśniewska, która również zdobyła najwięcej złotych medali – 4.
| Lp. | Zawodniczka            | Złoto | Srebro | Brąz | Razem |
| 1.  | Maria Kwaśniewska      | 4     | 1      | 0    | 5     |
| 2.  | Genowefa Minicka       | 3     | 0      | 1    | 4     |
| 3.  | Aniela Sikora          | 2     | 1      | 0    | 3     |
| 4.  | Alina Hulanicka        | 1     | 1      | 1    | 3     |
| 5.  | Stanisława Walasiewicz | 1     | 1      | 0    | 2     |
| 6.  | Halina Konopacka       | 1     | 0      | 0    | 1     |
| 6.  | Aniela Mitan           | 1     | 0      | 0    | 1     |
| 6.  | Mieczysława Moder      | 1     | 0      | 0    | 1     |
| 6.  | Maria Paszke           | 1     | 0      | 0    | 1     |
| 6.  | Maria Serkiz           | 1     | 0      | 0    | 1     |
| 11. | Irena Kuźmicka         | 0     | 2      | 0    | 2     |
| 12. | Jadwiga Batiuk         | 0     | 1      | 1    | 2     |
| 13. | Maria Arndt            | 0     | 1      | 0    | 1     |
| 13. | Stefania Furmaniak     | 0     | 1      | 0    | 1     |
| 13. | Stefania Gallus        | 0     | 1      | 0    | 1     |
| 13. | Anna Hofmokl           | 0     | 1      | 0    | 1     |
| 13. | Zofia Leszner          | 0     | 1      | 0    | 1     |
| 13. | Jolanta Manteuffel     | 0     | 1      | 0    | 1     |
| 13. | Otylia Tabacka         | 0     | 1      | 0    | 1     |
| 13. | Małgorzata Wiśniewska  | 0     | 1      | 0    | 1     |
| 13. | Helena Woynarowska     | 0     | 1      | 0    | 1     |
| 22. | Janina Peska           | 0     | 0      | 2    | 2     |
| 23. | Barbara Gaweł          | 0     | 0      | 1    | 1     |
| 23. | Janina Grabicka        | 0     | 0      | 1    | 1     |
| 23. | Maria Ilwicka          | 0     | 0      | 1    | 1     |
| 21. | Maria Ilwicka          | 1     | 0      | 0    | 1     |
| 23. | Teresa Kownacka        | 0     | 0      | 1    | 1     |
| 23. | Helena Krogulecka      | 0     | 0      | 1    | 1     |
| 23. | Maria Malinowska       | 0     | 0      | 1    | 1     |
| 23. | Michalina Piwowar      | 0     | 0      | 1    | 1     |
| 23. | Aleksandra Sergiejew   | 0     | 0      | 1    | 1     |
| 23. | Janina Skirlińska      | 0     | 0      | 1    | 1     |
| 23. | Janina Wasilewska      | 0     | 0      | 1    | 1     |

## Zmiany nazwisk
Niektóre zawodniczki w trakcie kariery lekkoatletycznej zmieniały nazwiska. Poniżej podane są najpierw nazwiska panieńskie, a następnie po mężu:
Genowefa Cieślik → Genowefa Minicka
Barbara Gaweł →  Barbara Sosgórnik
Irena Hejducka → Irena Kuźmicka
Maria Ilwicka → Maria Piątkowska
Michalina Piwowar → Michalina Wawrzynek
Maria Serkiz → Maria Śliwka
Otylia Tabacka → Otylia Kałuża
Małgorzata Wiśniewska → Małgorzata Felska